# Giran
Pour les articles homonymes, voir Giran (homonymie).
Pour plus de détails, voir Fiche technique et Distribution.
Giran est un film documentaire égyptien réalisé par Tahani Rached et Mona Assaad, sorti en 2009.

## Synopsis
Lors de sa fondation à l’aube du XXe siècle, Garden City, un petit quartier résidentiel jouxtant le centre-ville du Caire, a été le siège de puissances politiques internationales. Giran nous entraîne dans une visite de ce quartier tel qu’il est aujourd’hui, traversant des villas abandonnées, des salons opulents, des ambassades, des commerces ou des toits terrasses abritant des familles entières. Les demeures et leurs occupants, témoins des remous de l’Histoire, racontent les ruptures, les espoirs, la survie.

## Fiche technique
- Réalisation : Tahani Rached et Mona Assaad
- Production : Studio Masr
- Scénario : Tahani Rached Mona Assaad
- Image : Nancy Abdel-Fattah
- Son : Sameh Gamal
- Musique : Tamer Karawan
- Montage : Mohamed Samir